# عضلة مستعرضة لسانية
العضلة المستعرضة اللسانية (بالإنجليزية: Transversus muscle)‏ هي عضلة جوهرية في اللسان. تنشأ ألياف هذه العضلة من الحاجز اللساني وترتبط بالأنسجة المخاطية الليفية في حافة اللسان.